# Le Bac G (chanson)
Cet article concerne la chanson. Pour l'album, voir Le Bac G (album).
Singles de Michel Sardou
Le Vétéran
(1991) Le Cinéma d'Audiard
(1992)
Pistes de Le Bac G
Méfie-toi on t'aime Tu ne sauras pas ce que tu veux
Le Bac G est une chanson de Michel Sardou parue sur l'album du même nom et en single en avril 1992. Les paroles ont été écrites par Michel Sardou, qui en compose également la musique avec Jean-Pierre Bourtayre.

## Historique
Le texte est inspiré de l'éditorial de Louis Pauwels intitulé « Lettre à l'être » et paru dans Le Figaro Magazine. L'éditorialiste y décrivait son regret de ne pas avoir répondu à la lettre d'un jeune qui se demandait Faut-il désespérer ?. 
Dans sa chanson, Sardou évoque lui aussi ce regret de ne pas avoir pris le temps de répondre à un jeune fan (« J'aurais dû, j'aurais pu certainement / 
Vous renvoyer dix lignes / Je n'l'ai pas fait voilà »). Il ne se souvient ni de son prénom ni de son âge (« Vous aviez quoi ? / Dix-sept ans, dix-neuf ans / Vous me l'avez écrit mais je ne m'en souviens pas »), mais se remémore d'autres détails de la lettre. 
Parmi les détails, un couplet (qui donne par ailleurs son titre à la chanson) suscite la polémique. Portant sur le système scolaire français, il pose un regard dépréciatif sur la qualité de la filière technologique proposée dans l'enseignement secondaire : « Vous passiez un bac G / Un bac à bon marché / Dans un lycée poubelle / L'ouverture habituelle / Des horizons bouchés ». Des enseignants, des proviseurs ainsi que des parents d'élèves réagissent. Certains hommes politiques interviennent également : le secrétaire d'État à l'enseignement technique, Jacques Guyard, défend le bac G, qu'il qualifie de « bon bac ». Le ministre de l'Éducation nationale Lionel Jospin va même jusqu'à déclarer qu'il se refuse à discuter avec un « saltimbanque », terme que le chanteur qualifiera de « titre de noblesse »,.
La chanson s'est classée durant dix semaines dans le Top 50 du 18 avril au 20 juin 1992, atteignant la 15e place durant sa cinquième semaine de présence dans le classement. Les ventes du single sont estimé à plus de 30 000 exemplaires.

## Postérité

### Versions live
La chanson figure sur plusieurs albums enregistrés en public :
- Bercy 93
- Olympia 95
- Bercy 98
- Bercy 2001
- La Dernière Danse (Live 2018)
- Je me souviens d'un adieu (Live 2023)

### Reprises
La chanson a été reprise en néerlandais par Erik Van Neygen en 1995, sous le titre De Brief (La Lettre).